# Hébécrevon
Hébécrevon település Franciaországban, Manche megyében. Lakosainak száma 1134 fő (2018. január 1.). Hébécrevon Saint-Gilles és Pont-Hébert községekkel határos.

## Népesség
A település népességének változása:
| Lakosok száma | 660  | 604  | 640  | 921  | 969  | 1124 | 1139 | 1835 | 1138 | 1134 |
|               | 1962 | 1968 | 1975 | 1990 | 1999 | 2008 | 2013 | 2016 | 2017 | 2018 |